# Anisarchus macrops
Anisarchus macrops és una espècie de peix de la família dels estiquèids i de l'ordre dels perciformes.

## Descripció
- Fa 17 cm de llargària màxima.[8][9]

## Hàbitat i distribució geogràfica
És un peix marí, demersal (entre 25 i 300 m de fondària) i de clima temperat, el qual viu al Pacífic nord-occidental: Corea del Sud, el Japó i Rússia -el sud del krai de Primórie, les illes Kurils i l'estret de Tatària-, incloent-hi el mar del Japó.

## Observacions
És inofensiu per als humans.